# جوستين جاكسون
جوستين جاكسون (بالإنجليزية: Justin Jackson)‏ (10 ديسمبر 1974 بنوتنغهام في المملكة المتحدة - ) هو لاعب كرة قدم بريطاني في مركز الهجوم. لعب مع روشدين ودايموندز ونادي أكرينغتون ستانلي ونادي دونكاستر روفرز ونادي روذرهام يونايتد ونوتس كاونتي ونادي هاليفاكس تاون وIlkeston F.C. ‏ وLancaster City F.C. ‏ ونادي تاموورث ونادي وكينغ وBrackley Town F.C. ‏ وإيكستون تاون ‏ ونادي موركامب وCasey Comets ‏ وPenrith A.F.C. ‏ ونادي آير يونايتد.

## وصلات خارجية
- جوستين جاكسون على موقع قاعدة بيانات كرة القدم.إي يو (الإنجليزية)
- جوستين جاكسون على موقع Soccerbase.com (لاعب) (الإنجليزية)